# ギリシャ軍
ギリシャ軍（ギリシャぐん、ギリシア語: Eλληνικές Ένοπλες Δυνάμεις）は、ギリシャ陸軍、ギリシャ海軍、ギリシャ空軍の3軍で構成されるギリシャ共和国の軍隊。管理・運営はギリシャ国防省が担当している。
ギリシャは徴兵制を採用しているため、18歳以上の男子は12ヶ月の兵役に就く義務があるが、将来的に職業軍人制へ移行することが計画されている。
ギリシャは欧州連合（EU）および北大西洋条約機構（NATO）の加盟国であり、アフガニスタンのISAF、ボスニアとチャドのEUFOR、コソボのKFORなど国際平和維持活動にも積極的に参加している。また2021年9月28日には、フランスと二国間相互防衛協定を締結している。

## 派生組織

### ギリシャ陸軍
平時の戦力は約10万人。戦時には150万人まで増員が可能とされている。装備する兵器はレオパルト2戦車やAH-64戦闘ヘリなど西側製が多いが、BMP-3やZU-23-2などロシア製の兵器も保有している。

### ギリシャ海軍
フリゲートやミサイル艇、潜水艦などの戦闘艦艇と各種支援艦艇で構成されている。

### ギリシャ空軍
戦闘機や輸送機などの航空部隊と防空部隊で構成されている。